# زدراوینگه (کروشواتس)
زدراوینگه (به صربی: Zdravinje) یک منطقهٔ مسکونی در صربستان است که در کروشواتس واقع شده‌است. زدراوینگه ۸۹۸ نفر جمعیت دارد.